# Tetraglochin paucijugatum
Tetraglochin paucijugatum là loài thực vật có hoa trong họ Hoa hồng. Loài này được (I.M. Johnst.) Rothm. miêu tả khoa học đầu tiên năm 1939.